# Susanne Abbuehl
Susanne Abbuehl (* 30. Juli 1970 in Bern, Kanton Bern) ist eine schweizerisch-niederländische Jazzsängerin und Komponistin.

## Leben und Wirken
Susanne Abbuehl erhielt als Kind eine Ausbildung am Cembalo in Barockmusik. Mit 17 Jahren ging sie nach Los Angeles und besuchte dort eine High School, an der sie jeden Tag Musikunterricht erhielt. Sie studierte dann am Königlichen Konservatorium von Den Haag (u. a. bei Jeanne Lee) und schloss mit einem Master Degree in Jazz Performance und Musikpädagogik cum laude ab. Sie verbrachte mehrmals einige Monate in Indien, um bei Prabha Atre klassischen indischen Gesang zu studieren. Bei Diderik Wagenaar in Den Haag studierte sie Komposition.
Als Sängerin tourt sie mit ihren Ensembles weltweit. In ihrer Arbeit sind Einflüsse von europäischer Kunstmusik erkennbar; ihr Ansatz bei der Instrumentierung und der Interaktion könnte als kammermusikalisch beschrieben werden. Ihre künstlerische Identität zeichnet sich durch Reduktion auf wesentliche Instrumentierung und Gestaltungsmittel aus.
Abbuehl lehrte ab März 1999 bis 2020 Jazzgesang, Fachdidaktik, Ensemble und Songwriting Labor an der Hochschule Luzern – Musik. Zwischen 2001 und 2006 war sie als Professorin an der Musikhochschule Basel tätig. Ab 2006 bis 2019 war sie an der Hochschule für Musik Lausanne in der Lehre und Forschung tätig. Von März 2019 bis August 2020 leitete sie an der HSLU neben der Lehrtätigkeit auch das Institut für Jazz und Volksmusik. Von September 2020 bis August 2022 leitete sie die Jazzabteilung am Königlichen Konservatorium in Den Haag. 2022–2024 war sie Leiterin des Instituts Jazz der Hochschule für Musik Basel FHNW am Jazzcampus Basel. Sie war zudem langjähriges Mitglied des Stiftungsrats der Fondation Suisa, die Schweizer Musikproduktionen fördert.
Seit 2001 ist Abbuehl ECM Recording Artist.

## Preise und Auszeichnungen
Abbuehls CD April, die beim Label ECM erschien, gewann einen Edison. Ihre Hörspielproduktion «Der Gaukler Tag» für SRF wurde 2013 für den Prix Marulić nominiert. Abbuehl erhielt 2016 den Schweizer Musikpreis.
Das Album Princess (Vision Fugitive) von Stéphan Oliva, Susanne Abbuehl und Øyvind Hegg-Lunde erhielt 2017 den Grand Prix du Disque der Académie Charles Cros in der Kategorie Jazz. Im Januar 2018 wurde Abbuehl in Paris mit dem Prix du Musicien Européen der Académie du Jazz ausgezeichnet.

## Diskographische Hinweise
- I Am Rose, 1997, mit Christof May, Wolfert Brederode, Tony Overwater, Steve Heather sowie Kristina Fuchs, Natasza Kurek, Stephie Buttrich
- April, ECM Records, 2000, mit Christof May, Wolfert Brederode und Samuel Rohrer
- Compass, ECM Records, 2006, mit Christof May, Michel Portal, Wolfert Brederode und Lucas Niggli
- The Gift, ECM Records, 2013, mit Wolfert Brederode, Matthieu Michel und Olavi Louhivuori
- Stéphan Oliva / Susanne Abbuehl / Øyvind Hegg-Lunde: Princess (Vision Fugitive, 2017)